# Моховое (озеро, Новоникольский сельский округ)
Моховое (каз. Моховое) — озеро в Кызылжарском районе Северо-Казахстанской области Казахстана. Находится по большой части на территории Новоникольского сельского округа в 13 км к западу от села Боголюбово.
Расположено на границе Куйбышевского и Новоникольского сельских округов.
По данным топографической съёмки 1940-х годов, площадь поверхности озера составляет 1,26 км². Наибольшая длина озера — 1,5 км, наибольшая ширина — 1 км. Длина береговой линии составляет 4,9 км, развитие береговой линии — 1,2. Озеро расположено на высоте 133,4 м над уровнем моря.
Озеро входит в перечень рыбохозяйственных водоёмов местного значения.